# Marche sur Ottawa

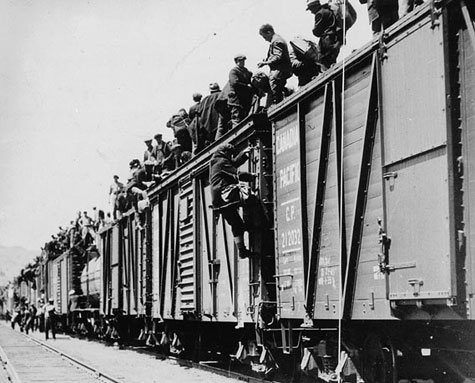
Les grévistes des camps d'aide aux sans-emploi montent sur des wagons à Kamloops.

La Marche sur Ottawa désigne un ensemble de manifestations et d'occupations de « chômeurs » et grévistes dans l'Ouest canadien précédant l'émeute de Regina du 1er juillet 1935. La marche n'est jamais parvenue à Ottawa.
Débutant en avril 1935 dans les Camps de secours pour les chômeurs en Colombie-Britannique , le mouvement de grève se répand rapidement à Vancouver. Le 3 juin, les organisateurs de la Ligue d'unité ouvrière, syndicat communiste qui organise les milliers de grévistes, décident de déplacer la grève à Ottawa pour faire pression sur le gouvernement Bennet. Utilisant le train pour voyager, les manifestants traversent Calgary, Medicine Hat, Swift Current et Moose Jaw avant d'être violemment réprimés par la police et la Gendarmerie royale du Canada à Regina alors que la marche était déclarée illégale par le ministre de la Justice Hugh Guthrie.  